# Diethard Rauskolb

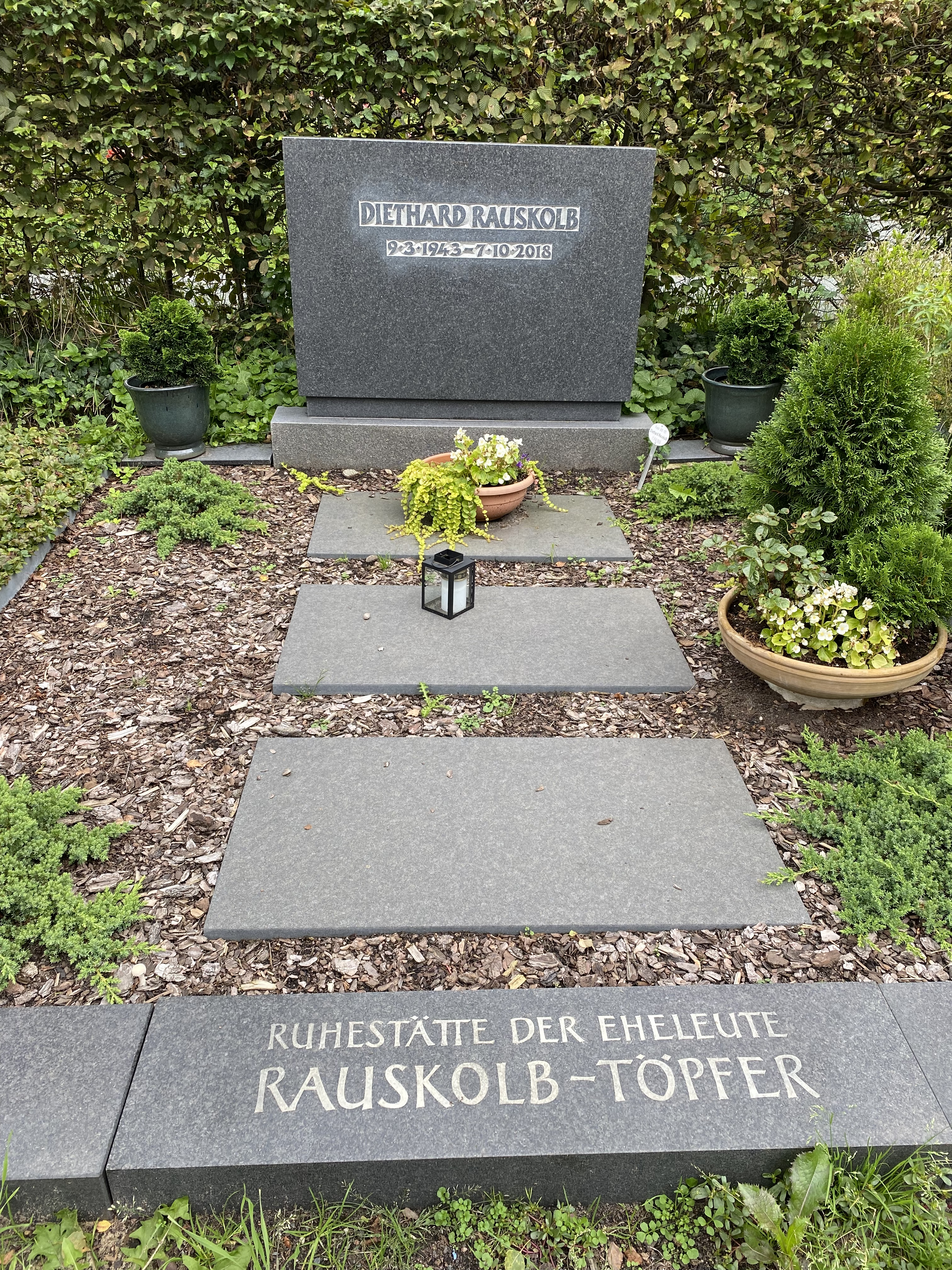
Grabstätte Diethard Rauskolb

Diethard Rauskolb (* 9. März 1943 in Römerstadt; † 7. Oktober 2018) war ein deutscher Politiker (CDU). Er war von 1999 bis 2001 Staatssekretär in der Berliner Senatsverwaltung für Justiz.

## Leben
Rauskolb schloss 1963 das Abitur ab und studierte danach Rechtswissenschaften an der Freien Universität Berlin. Er schloss die erste juristische Staatsprüfung 1968 und die zweite juristische Staatsprüfung 1972 ab. 
Anschließend trat er 1972 als Richter am Verwaltungsgericht Berlin in den Staatsdienst ein. Von 1973 bis 1974 war er für eine Tätigkeit in die Berliner Senatsverwaltung für Justiz abgeordnet. Im Jahr 1979 kehrte er in die Gerichtsbarkeit zurück und wurde Richter am Oberverwaltungsgericht Berlin, später stieg er dort zum Vorsitzenden Richter auf. Zudem war er von 1975 bis 1985 Lehrbeauftragter an der Fachhochschule für Verwaltung und Rechtspflege Berlin.
Im Jahr 1995 wurde er stellvertretender Bürgermeister und Stadtrat für Gesundheit und Soziales des damaligen Bezirks Berlin-Tiergarten und blieb bis 1999 in diesem Amt.
Er war vom 14. Dezember 1999 bis Juni 2001 unter Justizsenator Ehrhart Körting (SPD) Staatssekretär in der Senatsverwaltung für Justiz. Zudem war er von 2011 bis 2016 Vorsteher der Bezirksverordnetenversammlung Berlin-Mitte.
Diethard Rauskolb verstarb 75-jährig und wurde auf dem Friedhof Zehlendorf (Grablage 012-171) beigesetzt. 